# Église Saint-Martin de Sacey
Pour les articles homonymes, voir Église Saint-Martin.
L'église Saint-Martin de Sacey est un édifice catholique qui se dresse sur le territoire de la commune française de Sacey, dans le département de la Manche, en région Normandie.
L'église et le cimetière qui l'entoure sont inscrits aux monuments historiques.

## Localisation
L'église est située dans la commune de Sacey, dans le département français de la Manche.

## Historique
L'édifice date du XIe siècle mais a fait l'objet de très importantes réfections. L'église fut endommagée lors de la guerre de Cent Ans.

## Description
La priorale Saint-Martin comprend, un portail occidental roman décoré des signes du zodiaque : bélier, taureau, gémeaux, lion, scorpion, sagittaire et capricorne, de la fin du XIe siècle, un chœur et un transept du XIIIe siècle. La nef a été reconstruite au début du XVIIe siècle. Le clocher, coiffé d'un dôme à clocheton, date de la fin du XVIIIe siècle.

## Protection aux monuments historiques
L'église et le cimetière sont inscrits au titre des monuments historiques par arrêté 30 juillet 1947.